# Santa Vitória (Beja)
Santa Vitória ist ein Ort und eine ehemalige Gemeinde (Freguesia) in Portugal und gehört zum Landkreis von Beja. Die Gemeinde hatte eine Fläche von 111,3 km² und 594 Einwohner (Stand 30. Juni 2011).
Am 29. September 2013 wurden die Gemeinden Santa Vitória und Mombeja zur neuen Gemeinde União das Freguesias de Santa Vitória e Mombeja zusammengeschlossen. Santa Vitória ist Sitz dieser neu gebildeten Gemeinde.

## Vorgeschichte
Das 1986 entdeckte prähistorische Dorf von Santa Vitória, dessen Besiedlung auf die erste Hälfte des 3. Jahrtausends v. Chr. (3000–2500 v. Chr. – Chalkolithikum) zurückgeht, liegt südwestlich des Dorfes Campo Maior. Archäologische Ausgrabungen machten klar, dass der Ort zwei Besiedlungsphasen durchlief.
Die ältere Phase entspricht zwei in die Gesteinsschicht gegrabenen Linien, die Einfriedungen bilden, von denen eine gewundene Form hat (mit Halbkreisen). Die das Gelände begrenzenden Gräben dienten der Errichtung einem durch eine Palisade verstärkten Wall aus Lehmziegeln. Es wird vermutet, dass es eine dritte Walllinie gab. Zusätzlich zum Verteidigungssystem wurden in dieser Phase Strukturen mit mehreren Funktionen gefunden: Wohngebiete (Pfostenlöcher), Zisternen und Silos. Die Silos und große Keramiken zeigen den Bedarf der Gemeinschaft, Lebensmittel zu bevorraten. Auch Hinweise auf Käseproduktion (Queijeiras) und Weberei (Webgewichte) sind nachzuweisen.
In der jüngeren Phase wird die Umschließung aufgelöst. Es entstehen Rundhütten mit gemauerten Fundamenten, verschiedene Verbrennungskonstruktionen und neue Gruben/Silos.